# Досі (Яманасі)

35°31′41″ пн. ш. 139°2′1″ сх. д. / 35.52806° пн. ш. 139.03361° сх. д.
До́сі (яп. 道志村, どうしむら, МФА: [doːɕi muɾa]) — село в Японії, в повіті Мінамі-Цуру префектури Яманасі. Станом на 1 квітня 2009 площа села становила 79,57 км². Станом на 1 липня 2011 населення села становило 1899 осіб.